# Tomàs Puig i Puig
Tomàs Puig i Puig (Figueres, 1771 - Figueres, 1835) fou un polític català de principis del segle xix. Era fill d'una família de terratinents i va estudiar dret a Cervera i Osca. En els anys 1804-1805 va viatjar per Europa, especialment a França on es va adonar que la monarquia absoluta espanyola era un llast per la modernització del país. Així doncs, quan Napoleó va envair Espanya el 1808 es va mostrar clarament com a afrancesat i per això fou empresonat a Girona.
Alliberat per les tropes franceses, va ser nomenat alcalde de Figueres, cap del corregiment de Girona i president de la Cort d'Apel·lació. Va organitzar l'administració francesa i les partides de caragirats, gent del país que ajudava els francesos. Fou un ferm partidari de la incorporació de Catalunya a l'Imperi Napoleònic, com passà el 1812; llavors, fou nomenat prefecte del departament del Ter.
Va defensar la llengua catalana i segurament fou ell qui inspirà la política catalanitzadora del mariscal Augereau. Fins i tot volia traduir al català el Codi Napoleònic. Acabada la guerra es va exiliar a Montpeller (1814) i hi va estudiar ciències naturals. Tornà a Espanya el 1816, però no pogué recuperar els seus béns fins al 1821. Deixà la política i va morir el 1834.